# 加賀山朝雄
加賀山 朝雄（かがやま ともお 1926年（昭和元年）12月31日 - 1999年（平成11年）10月25日）は、日本国有鉄道常務理事、日本交通公社専務。享年72。

## 来歴・人物

### 東大の長距離砲
現在の東京都中野区出身。父・加賀山學は鉄道省工務局長を務めた。東大野球部時代は大型スラッガーとして知られ、最終学年となる1949年（昭和24年）の東京六大学野球リーグ戦で東大の主軸・一塁手（ライト・センター）として活躍した。
山崎諭、山崎喜暉ら「両山崎」が抜けた後、速球派の島村俊雄投手（陸士）、塩田捕手（旧制浦和高）、加賀山外野手、伊藤驍遊撃手（旧制姫路高）、佐藤二塁手（旧制新潟高）らの布陣でリーグ戦に臨み、春のリーグ戦では、慶大、法大から2勝して勝ち点を奪い、早大、明大からそれぞれ1勝を勝ち取った。とくに慶大戦では、両校ホームランの応酬で、一回戦 4-3、二回戦 5-4 と連勝した。ただし順位こそ慶大に次ぐ6位となってしまった。続いて秋のリーグ戦では、慶大、立大から勝ち点を奪ったが、順位は5位であった。特に強力打線が注目され、シーズン通してチームホームラン8本と打ちまくった。
また、1949年10月30日のサンフランシスコ・シールズ VS 六大学選抜軍との試合では、フランク・オドール投手からモーションを盗み、三塁へのスチールを成功させた。
卒業後は、叔父の加賀山之雄が総裁を務める国鉄入社。国鉄では常務理事まで務めた。経営企画室長から常務を経た1978年に、国鉄のキャンペーンソングに「いい日旅立ち」が採用された。

### 1949年シーズン 東大全ホームラン数
- 1949年春

対慶大二回戦 加賀山・伊藤
対早大一回戦 加賀山
対早大三回戦 伊藤
- 1949年秋

対明大一回戦 佐藤・塩田
対早大一回戦 佐藤
対法大一回戦 加賀山

## 略歴
- 府立一中、一高を経て、
- 1950年　東京大学経済学部卒後、国鉄入社
- サンフランシスコ駐在などを経て、
- 1974年経理局長
- 1976年経営企画室長
- 1978年常務理事
- 1982年日本交通公社常務
- 1986年同・専務
- 1990年日本交通事業社社長